# Chiesa di San Bardilio
La  chiesa di San Bardilio, già di Santa Maria de Portu Gruttis o de Portu Salis, successivamente intitolata a  san Bardilio, era una chiesa di Cagliari. Sorgeva, sino al 1929, ai piedi del colle di Bonaria, dove occupava l'area in cui oggi sorge l'ingresso principale al cimitero monumentale di Bonaria. La chiesa era anticamente parrocchiale del quartiere portuale chiamato Bagnaria..

## Storia e descrizione
La chiesa, secondo un'antica leggenda citata anche dallo Spano nella sua Guida della città di Cagliari, venne edificata sul luogo dal quale san Paolo avrebbe predicato il vangelo ai sardi . I titoli di Santa Maria de Portu gruttis o de Portu salis, con i quali era conosciuta la chiesa nel medioevo, indicano che il tempio sorgeva presso un porto e derivano rispettivamente dalle grotte (gruttis) dell'antica necropoli, caratterizzanti il sito del colle di Bonaria, e dal vicino porto ove si imbarcava il sale, della cui estrazione e del successivo commercio si occupavano i monaci benedettini di San Vittore di Marsiglia. Santa Maria del Porto rientra infatti tra i possedimenti dei Vittorini in Sardegna dal 1090 al 1218, anno in cui la proprietà passa all'Opera di Santa Maria di Pisa. Nel 1230 viene ceduta ai francescani, che provvedono al restauro della chiesa e alla costruzione del convento. Nel 1263 tale convento ospiterà il cardinale Federico Visconti, arcivescovo di Pisa, in visita a Cagliari. Nel 1578 la chiesa cambia intitolazione, in seguito al rinvenimento in zona delle reliquie del martire Bardilio. Chiesa e convento passano nel 1580 in mano ai trinitari, che vi rimangono fino al 1760. Successivamente il complesso passa in mano al Comune di Cagliari. La chiesa venne chiusa al culto e gli ambienti del convento utilizzati a vari scopi, mentre il degrado strutturale porta al crollo del 1909 e al successivo abbattimento di ciò che restava nel 1929, anno in cui si cancella di fatto una pagina di arte e storia cittadina. Oggi, a rendere se possibile più vivo il rimpianto per ciò che è andato perduto, il luogo dove sorgeva San Bardilio è in parte occupato dall'ingresso principale, eretto in cemento armato nel 1985, del cimitero monumentale.
La chiesa, che appare in qualche fotografia scattata prima del 1929, venne costruita secondo i canoni stilistici del romanico pisano e del gotico italiano. Era di modeste dimensioni, a pianta rettangolare mononavata, con abside semicircolare e copertura a capriate lignee. La facciata, a terminale piatto, era divisa in tre specchi da lesene e decorata da archetti pensili, come anche i prospetti laterali.